# Gällö
Gällö is een plaats in de gemeente Bräcke in het landschap Jämtland en de provincie Jämtlands län in Zweden. De plaats heeft 758 inwoners (2005) en een oppervlakte van 118 hectare. De plaats ligt aan het meer Revundssjön, circa 20 kilometer ten noordwesten van de plaats Bräcke. Door de plaats lopen de Europese weg 14 en de spoorlijn die loopt tussen Ånge en Östersund, er is een treinstation in de plaats.